# Peter Collins (architecte)
Pour les articles homonymes, voir Peter Collins et Collins.
Peter Collins (né le 13 août 1920 à Leeds au Royaume-Uni et mort le 7 juin 1981 à  Westmount au Québec) est un architecte, historien et critique de l'architecture.
Il a enseigné l'histoire et la théorie de l'architecture à l'Université McGill de Montréal de 1956 jusqu'à sa mort.
Son œuvre théorique a inspiré le  mouvement du postmodernisme.

## Biographie
Durant la Deuxième Guerre mondiale, Peter Collins se passionne pour l'architecture française et termine ses études d'architecture à Leeds.
Après avoir été officier de renseignements au Moyen-Orient et en Italie, il travaille à Fribourg dans l'agence de Denis Honegger, ancien élève d'Auguste Perret, puis à Paris à l'agence de Pierre-Edouard Lambert qui participait à la reconstruction de la ville du Havre, projet qui était dirigé par Auguste Perret.
Il s'installe au Canada à la suite de son mariage en 1953 avec une Ottawaise, Margaret Gardner Taylor,
En 1955, il présente à l'Université de Manchester un mémoire de maîtrise sur l'architecture française du milieu du XVIIIe siècle, en particulier l'œuvre de Jacques François Blondel qui lui vaut une médaille d'argent de l'Institut royal des architectes britanniques.

## Publications
- (en) Concrete : The Vision of a New Architecture (1959) ; traduction en français par Pierre Lebrun publiée sous le titre Splendeur du béton, Paris, éditions Eric Hazan (1995)
- (en) Changing Ideals in Modern Architecture 1750-1950, (1965); traduction en français par Pierre Lebrun publiée sous le titre Les principes de l’architecture moderne et leurs transformations (1750 - 1950), Marseille, éditions Parenthèses (2009)
- (en) Architectural Judgement (1971);  traduction en français par Pierre Lebrun publiée sous le titre Juger l’architecture, Gollion, éditions Infolio (2017)